# История Чехии
Историческая Чехия (Богемия) — область в Центральной Европе, лежащая между Силезией, Саксонией, Баварией, Австрией и Моравией, в междуречье Одера и Дуная, к северо-востоку от Альп.

## Доисторический период

### Каменный век
Чоппер, найденный на Красном Холме в Брно, датируется возрастом 800 000 лет. Свидетельства существования человеческих лагерей в Пшезлетице близ Праги и в Странска-Скале близ Брно датируются примерно 600 000 лет. Близ деревни Пршезлетице в районе Прага-восток найден фрагмент коронки левого нижнего моляра Homo heidelbergensis (300—650 тыс. л. н.).
В пещере Кульна в среднепалеолитическом (микок) слое найдены обломок неандертальской верхней челюсти, фрагмент теменной кости и несколько зубов возрастом 120 000 лет. Классические неандертальцы из пещер Охос (Шведо стол) датируются возрастом 45—80 тыс. лет назад. В 1880 году фрагмент нижней челюсти неандертальского ребёнка вместе со среднепалеолитическими орудиями был найден Карелом Машкой в пещере Шипка.
Переход от среднего к верхнему палеолиту на среднем Дунае характеризуется наличием двух переходных технокомплексов — богунице и селет, а также ранним появлением ориньяка. Богуницкие стоянки (Богунице, Странска Скала, Лишень, Подоли, Тварожна) в основном концентрируются в районе города Брно. В этом регионе у богуницкой индустрии отсутствует местный предшественник и она выглядит как привнесённая. Термин «богунице» происходит от названия западного пригорода Брно, где впервые была открыта эта индустрия, характеризующаяся использованием технологии, описанной как комбинация среднепалеолитической техники леваллуа и верхнепалеолитического метода расщепления нуклеуса с выделенным ребром. В более крупном масштабе богунице вписывается в комплекс сходных индустрий, названный эмиранско-богуницким. Эти индустрии представлены на Ближнем Востоке (Бокер-Тахтит в Израиле, Кзар-Акил в Ливане, Ючагизли в Турции), на Балканах (Темната), на Украине (Куличивка), на Алтае (Кара-Бом) и в Северном Китае (Шуйдунгоу).
У женского черепа из Конепрусских пещер на холме Золотой конь (район Бероун) возрастом 45 тыс. лет определена митохондриальная гаплогруппа N. Геном темнокожей, темноволосой и кареглазой женщина Zlatý kůň имеет 3% примеси неандертальской ДНК, которая, вероятно, имеет происхождение от давнего скрещивания на Ближнем Востоке, а не от недавнего контакта. Женщина родилась через 60—80 поколений (примерно 2000—3000 лет) после скрещивания её предков с неандертальцами, тогда как усть-ишимский человек унаследовал свои более короткие неандертальские фрагменты ДНК примерно через 85—100 поколений после того же эпизода скрещивания. Это говорит о том, что конепрусская женщина жила раньше усть-ишимца, ранее 45 000 лет назад. Геном Zlatý kůň, в отличие от геномов людей из болгарской пещеры Бачо Киро, не был более тесно связан с древними азиатами, чем с европейцами. Это говорит о том, что она происходила из древней популяции, которая ещё не дифференцировалась генетически на азиатов и европейцев. Геном Zlatý kůň не связан ни с геномами древних европейцев, ни с геномами современных европейцев, а это означает, что её потомки в этом регионе вымерли.
В пещере Под-Градем в центральной части Моравского карста, недалеко от Брно прослежены слои от 28 до 50 тыс. лет назад и найден трубчатый костяной стержень, украшенный насечками.
В эпоху верхнего палеолита территория Чехии была заселена кроманьонцами (брюнны), орудия которых принадлежали граветтской культуре (Пршедмости, Дольни-Вестонице, Павлов I). С тех времён в Дольни-Вестонице сохранился артефакт Вестоницкая Венера. Павловская культура (павловьен) является вариантом граветтской культуры. Из мадленских поселений в Чехии наиболее известна пещера Пекарна (Костелик), где найден гарпун с тремя рядами зубцов. Стоянка Миловице G считается местом разделки туш мамонтов.
В пещерах Младеч под Оломоуцем были обнаружены останки более 100 представителей вида Homo sapiens возрастом ок. 30 тыс. лет. Исследование митохондриальной ДНК, секвенированной из двенадцати образцов из Младеча показало, что в них нет неандертальской мтДНК.
В 65 км к востоку от Праги находится поселение эпохи неолита Быланы, характерное для дунайских культур. Носители культуры линейно-ленточной керамики были первыми земледельцами в Богемии и Моравии. Первые фермеры прибыли в район Колин - Кутна Гора - Часлав около 5600 г. до н. э. вдоль Эльбы, затем проникли вверх по течению Врхлиц и Биланки. В течение некоторого периода Быланы оставались необитаемыми, а затем здесь поселились представители культуры накольчатой керамики. Близ Мисковиц обнаружено биритуальное (кремация и ингумация) захоронение. На скалах над каньоном реки Врхлице исследованы энеолитические городища Цимбурк и Данемарк. Культура моравской расписной керамики (круг культур Лендьель) была распространена в Центральной Европе в 5-м и 4-м тысячелетиях до нашей эры.
В эпоху неолита сюда с Балкан пришли носители земледельческой культуры воронковидных кубков, которых позднее сменили индоевропейские скотоводческие народы культуры шнуровой керамики (боевых топоров).

### Бронзовый век
В бронзовом веке на территории Чехии существовали унетицкая, кновизская и ряд других археологических культур, носители которых предположительно принадлежали к западной (кентум) ветви индоевропейских языков. В раннем бронзовом веке на территории восточной Моравии была распространена нитринская (нитрянская) культура.
К фазе A2 бронзового века (около 1950—1700 гг. до н. э.), по хронологии П. Райнеке, относилась ветеровская культура, которая исчезла на стадии B1 бронзового века (1700—1500 гг. до н. э.) в результате распространения в Моравии носителей культуры курганных погребений.

### Ранний железный век (кельты)
Первые следы кельтов в Чехии — поселения гальштатской культуры, в которой доминировали кельты.
Памятники типа погребений в Платеницах чешские исследователи относят к третьей ступени силезско-платеницкой культуры.
Древнейшими историческими обитателями Чехии были кельты племени бойи латенской культуры, которые переселились из северной Италии в IV веке до н. э. От них страна получила своё латинское и производное немецкое название Богемия (Bojohemum, Bohemia, Böhmen). Около середины I века до н. э. кельты покинули Чехию, уступив напору германских племён (это время в археологии обозначается как планянский горизонт).

### Поздний железный век (германцы и римляне)
Период с 50 г. до н. э. по 350/380 гг. н. э. — время, когда на территории Чехии находились преимущественно германцы. За несколько лет до н. э. страна была занята маркоманами, германским племенем, во главе которого стоял Маробод, соединивший под своей властью многочисленные восточногерманские племена, занимавшие земли от среднего Дуная до нижнего течения Вислы. Государство, основанное Марободом, просуществовало недолго — не устояв в борьбе с Арминием, а потом с Катуальдой (знатным маркоманом, проживавшим в изгнании среди готов), Маробод бежал в 19 году под защиту римлян и кончил дни свои в Равенне. Тем не менее, остатки маркоманов сохранялись в Чехии до начала V века.
Параллельно с маркоманами, в северной части Чехии в то время ещё сохранялась смешанная в культурно-этническом плане кобыльская археологическая группа. Со II века с севера проникает пшеворская культура (в Моравии её следы наблюдаются уже с начала римской эпохи), а в 1-й половине III в. в Чехию прибывает новое население с территории Полабии. Эти новые волны поселенцев во 2-й половине III века расселяются и в Моравии (костелецкая группа). В то же время на юге Моравии появляются постоянные поселения, которые свидетельствуют об участии римских войск в маркоманских войнах на территории Чехии. В 2001 г. археологи обнаружили наличие римлян даже на территории Оломоуца-Нередина.
Римская империя искусно пользовалась борьбой племён и соперничеством их вождей до начала так называемой Маркоманской войны 165—180.
Теснимые готами, маркоманы, квады и ряд других германских и негерманских народов (языги, бастарны, сарматы), действуя в союзе, пытались овладеть северными провинциями римской империи. Марк Аврелий с трудом сдерживал этот напор, но всё-таки ещё долго река Дунай оставалась северной границей римской империи. В III веке маркоманы вели войны с римлянами и своими германскими соседями. С появлением в Европе гуннов маркоманы подчинились их власти. С Аттилой маркоманы участвовали в походе на Галлию и в Каталаунской битве (451).

## Расселение славян
Неизвестно, возвратились ли маркоманы в Чехию после похода Аттилы. Весьма возможно, что во второй половине V века Чехия была занимаема различными народами, сменявшими здесь друг друга во время передвижения с севера к границам Римской империи, пока наконец в этой земле окончательно не осели славяне.
По данным археологии, продвижение славян в Чехию относится к 1-й половине VI века, что надёжно подтверждается распространением здесь пражско-корчакской керамики. После ухода в 568 году лангобардов из Центральной Европы в Северную Италию славяне пражско-корчакской группы широко расселяются в бассейне верхнего течения Лабы (Эльбы); именно эти переселенцы и положили начало раннесредневековым чешским племенам.
Исходя из инвентаря и лепной керамики меровингского круга на раннеславянских памятниках Бржецлав-Либива, Урчице, Бржецлав-Поганьско, Пржитлуки, погребению-ингумации в Пржитлуках, можно говорить о частичном сосуществовании двух массивов населения. Появление славян в Моравии отнесено ко второй половине — концу VI века. В Пржитлуках на Дые найден один из самых больших и самых древних могильников западных славян —  обнаружено более 500 могил с трупосожжениями. Древнейшие погребения в этом могильнике относятся ко  второй  половине  IV  века.  Рядом с могильником  нашли типичное славянское поселение с квадратными и несколько углубленными в землю жилищами с каменным очагом в углу. Славянское население проникло в Моравию с  территории к северу от Карпат: между Одером и Днепром в IV веке, а может и в III веке (по мнению Йозефа Поулика).
О племенном разделении чешских славян сохранилось мало известий. В середине страны обитали чехи — самое могущественное племя, которое постепенно подчиняло своей власти все прочие племена и дало им своё имя. Все остальные племена — литомержичи, дечане, лемузы, лучане, седличане, дудлебы, зличане, пшоване, хорваты и др. — занимали земли вокруг территории собственно чехов. Из этих племён наиболее сильными — после чехов — были лучане, зличане и хорваты. Лучане обитали по реке Огрже и её притокам, на пространстве от Рудных гор до гор Шумавы; ещё в начале XII века сохранялось воспоминание о племенном государстве лучан и разделении его на 5 округов. Хорваты и зличане занимали своими поселениями восточную часть страны и оставались независимыми ещё в X веке.

### Легенда о появлении славян на этих землях и происхождении этнонима
В раннее средневековье знания о дославянском населении Богемии были утрачены. Поэтому, вдохновившись народными преданиями, в начале XII века  первому хронисту Богемии Козьме Пражскому в своей «Чешской хронике» пришлось «изобрести» героического эпонима Бохемуса (Боэмуса) (лат. Bohemus), в честь которого область Богемия якобы и получила своё название. Похожую историю приводит неизвестный хронист XIV века Далимил. В своей хронике он описывает народное предание о праотце Чехе, в честь которого эта земля и получила название Чехи (чеш. Čechy). Согласно преданию, праотец Чех после долгих поисков нового места обнаружил гору Ржип, где и поселился со своим племенем. В чешском варианте легенды также упоминается брат Чеха — Лех, прародитель поляков, ушедший на север. Позже в польских версиях появляется третий брат — Рус, прародитель русинов.
Этимология этнонима «чех» до сих пор составляет задачу, не разрешённую историками и филологами. Самое первое доподлинно известное упоминание этого этнонима один раз встречается в легенде о св. Вацлаве (Венцеславе; источник датируется 930—970 гг.) в сочетании česky muži, обозначающем княжескую дружину и личную охрану. Таким образом, данный термин изначально обозначал членов княжеской дружины, на которой по словам, приписываемым Козьмой Пражским князю Яромиру, земля Богемская всегда стояла, стоит и будет стоять вечно . Во времена князя Болеслава и после него дружина играла важную роль в создании и защите государства династии Пржемысловичей, в результате чего их название «Чехи» перешло на страну, хотя и стало широко использоваться только спустя несколько столетий.

## Аварское нашествие
Каждое из чешских племён управлялось своими старостами или князьями. Во второй половине VI века и в начале следующего века чешские славяне находились под властью аваров, поселившихся около 568 года в Паннонии. Неудачный поход на Константинополь (626) и нападения хазар и булгар поколебали могущество аваров. Славянские народы поспешили свергнуть иго аварской орды. Борьба за независимость привела к созданию временного союза различных племён чешских славян — государства Само (623—658), к которому примкнули и другие соседние славянские народы.
Возникший таким образом союз оказался настолько сильным, что попытка франкского короля Дагоберта завоевать земли чешских славян окончилась полной неудачей: франкское войско было разбито в трёхдневной битве при Вогастисбурге (630).
Известия о свержении аварского ига и победе над франками сохранены в той части «Хроники Фредегара», которая написана была около 658 года неизвестным лицом (проживавшим, как предполагают, в Меце). Согласно его рассказу, на 40-м году царствования франкского короля Хлотаря II (623) один франкский купец, по имени Само, явившись в землю славян, принял участие в борьбе против аваров, был избран славянами верховным вождём или королём и счастливо управлял ими в течение 35 лет. Союз чешских и других славян, возникший в силу необходимости, распался по миновании опасности.
Археологи датируют раннесредневековый археологический горизонт Блатница-Микульчице VIII—IX веками.

## Великоморавская Держава

### Возникновение и расцвет
После похода Карла Великого против аваров, оба племенных княжества Нитра и Моравия обрели независимость. Однако первое упоминание Моравии упоминается в западных источниках в 822 году, когда послы моравского князя Моймира I прибыли ко двору императора Франкской Империи Людовика I Благочестивого. 
Моймир является первым достоверным правителем Моравского Княжества. Во время его правления Восточно-Франкский король Людовик II Немецкий крестил княжество. В 833 году он завоевал Нитранское Княжество, располагавшееся на территории нынешней Словакии, которое стало удельным княжеством внутри государства. С тех пор в византийских источниках оно стало упоминаться как «Великая Моравия», вероятно, из-за расширения территорий. А около 846 года присоединил оставшиеся территории Чехии (Богемию). Но тогда Людовик II Немецкий обвинил его в неподчинении и сместил его с престола. Новым князем стал его ставленник, племянник Моймира Ростислав. Людовик Немецкий считал его своим вассалом, но ошибся, так как вскоре Ростислав порвал с ним отношения. Тогда в 855 году Людовик вторгся в Великую Моравию и пошёл на крепость Ростислава (наиболее вероятно в сегодняшнем пригороде Братиславы Девине). Но князь отразил натиск, а затем преследовал короля до самой Баварии, попутно разоряя немецкие земли. Далее он отправил послов в Рим с просьбой к папе Николаю I прислать учителей для подготовки собственных священников и для ведения богослужения на родном языке. Папа Римский согласился, и в 863 году из Византии прибыли братья Кирилл и Мефодий, которые создали глаголицу. Они стали переводить священные тексты на славянский язык. Но в 864 году Людовик II Немецкий вынудил Ростислава подчиниться и вернуть в Моравию баварских священников. Но годом позже Ростислав и вновь прогнал и вернул братьев, чтобы те продолжили своё дело, организовав независимую от германского епископата славянскую церковь. После этого их вызвали в Рим. Там многие считали богослужение на национальных языках «варварских» народов Европы святотатством, однако Папа одобрил миссию Кирилла и Мефодия.
Ростислав также расширял земли Великой Моравии. Но в 870 году он отдал Нитранское Княжество в удел своему племяннику Святополку I. Но уже в том же году тот восстал против своего дяди и призвал на помощь Людовика Немецкого. Король победил Ростислава и сместил Святополка, так как тот, мало того, что хотел получить власть во всей Великоморавии, так ещё и отказался подчиняться Людовику. Теперь вся Великоморавия оказалась в руках Славомира, ставленника восточных франков. Но вскоре тот поднял восстание против франкского владычества. И Святополк вызвался помочь Людовику его подавить. И даже взялся сам вести франкское войско. Однако, Славомир признал Святополка I законным князем, и как только франки дошли до Великой Моравии, Святополк I перешёл на сторону восставших. После этого Святополк разгромил войско восточных франков и отстоял независимость государства. В 874 году в состав Великоморавии вошло и Блатенское (Паннонское) Княжество. А около 880 года он завоевал Силезию и восточную часть нынешней Венгрии. Затем он разбил войско Арнульфа Каринтийского и в 882 году включил в состав своих земель Паннонию. В 890 году он вновь вернул в состав Великоморавии Богемию. При Святополке Великоморавия достигла своего максимального территориального расширения и расцвета. В конце его правления римский папа в результате сложных отношений и смерти Мефодия запретил литургию на старославянском языке, впоследствии папскими легатами были изгнаны ученики Мефодия. А в 894 году скончался Святополк, а Великоморавия была снова разделена. Моймир II получил Моравское Княжество, а Святополк II — Нитранское Княжество. 

### Упадок Великой Моравии и конец
В 895 году нитранский князь Святополк II напал на брата, и началась долгая междоусобая война, ослабившая государство. Уже в 896 году на слабоконтролируемой князем территории Паннонии заселились венгры (мадьяры) и основали свой племенной союз во главе с князем Арпадом. Они стали угрозой для Великой Моравии, и поэтому князья помирились. Но несмотря на это в битве при Прессбурге в 907 году они потерпели страшное поражение и предположительно тогда и погибли. Это событие ознаменовало собой конец моравской государственности.

## Объединение чешских славян и создание Чешского государства
Племя чехов, обитавшее в центре страны, стремилось распространить свою власть на соседние племена. Политическим центром чехов первоначально был Будеч, однако к X веку центр смещается на территорию нынешней Праги, где на берегах Влтавы закладываются крепости Вышеград и, чуть позже и на противоположном берегу, Пражский град.
Первый чешский летописец Козьма Пражский, писавший в начале XII века, почерпнул свои скудные сведения об основании Чешского государства из народных преданий. По его словам, первым князем чехов был Крок. Дочь и наследница его, Либуше, вышла замуж за Пржемысла, простого пахаря, уроженца села Стадицы, в земле племени лемузов. Имена потомков и преемников Пржемысла — первых Пржемысловичей — Козьма Пражский передаёт в такой последовательности: Незамысл, Мната, Воён, Унислав, Кресомысл, Неклан, Гостивит и Борживой I, принявший христианство. Летописец добавляет к именам этих князей рассказ о борьбе чешского князя Неклана с Властиславом, князем племени лучан.
В начале IX века чешские земли подверглись франкской агрессии. Первый поход войска Карла Великого в Чехию (805) успехом не увенчался, но в следующем году последовало новое франкское вторжение, в результате которого чешские племена согласились выплачивать Франкской империи дань — 500 гривен серебра и 120 быков. Имперские притязания Карла Великого на подчинение Чехии унаследовало Восточно-Франкское королевство.
В январе 845 года 14 чешских князей (представлявших лучан и другие западные чешские племена), решив принять христианство, прибыли в Регенсбург к королю Людовику II Немецкому и были по его приказу крещены. Однако уже в следующем году (когда Людовик II совершил поход на Великую Моравию и посадил вместо Моймира на её княжеский престол Ростислава) они напали на возвращавшееся из Великой Моравии войско короля и нанесли ему тяжкое поражение (так что данный эпизод не привёл к основанию христианской церкви в Чехии).
В 880-е годы чешские земли оказываются в подчинении у великоморавского князя Святополка I. Своим ставленником в Чехии Святополк избрал среднечешского князя Борживоя из рода Пржемысловичей. Примерно в 883 года Борживой и его супруга Людмила были крещены в Велеграде архиепископом Мефодием (который вёл с 863 года в Моравии — первоначально вместе с братом Кириллом — миссионерскую работу, в результате чего там распространилось христианство по греко-византийскому обряду с применением церковнославянского в качестве языка богослужения). Крещение Борживой принял без согласия чешского сейма, за что был низложен, а сейм выбрал другого князя — по имени Строймир. Однако в 884 году Святополк вновь посадил своего ставленника на трон и утвердил его верховенство над прочими чешскими князьями; Борживой, одержав победу над сеймом, построил в 884—885 годах на старом сеймовом поле свою крепость (современный Пражский Град), на территории которой он поставил первый христианский храм.
После того, как Борживой умер (889 год), Святополк сам занял чешский престол; вскоре восточно-франкский король Арнульф отказался (890 год) от притязаний на Чехию. Однако после смерти Святополка (894 год) чешские князья Спытигнев и Вратислав, сыновья Борживоя, поспешили избавиться от моравской зависимости: они явились в Регенсбург (895 год), принесли Арнульфу вассальную присягу с обязательством уплаты дани по старине и согласились на подчинение Чехии церковной власти регенсбургского епископа (после чего в Чехию стал проникать латинский церковный обряд). Во главе прибывших в Регенсбург князей стояли некий Витислав и сын Борживоя Спытигнев I (894—915).
Что касается византийского (славянского) обряда богослужения, то он частично сохранялся в Чехии ещё в течение более чем двухсот лет. Опорой этого обряда был монастырь на Сазаве, основанный св. Прокопием Сазавским.
В VIII веке Чехии уже существовали большие «грады»  (кремли). В конце VIII века или  в начале IX века появляются связи чешских центров с моравскими. В середине и во второй половине IX века в Чехию из Великой Моравии проникали как изделия искусных моравских ювелиров, так и духовные течения — христианство, охватившие Великую Моравию, особенно сильное в Старом месте. Около 900 года в погребениях на  кладбищах близ Пражского  замка, основанного в самом конце X века, уже нет драгоценных велиградских изделий византийского типа — встречаются только простые  украшения, характерные для последнего этапа деятельности велиградских мастерских.
Раннехристианские погребения в Старом месте близ Угерске-Градиште по характеру и деталям погребальной обрядности имеют прямые аналогии не только в памятниках на территории Великой Моравии в Микульчицах, Поганьско, Скалице, Стара-Коуржим, Колине, Желенках, но и в погребениях с трупоположениями в Среднем Поднепровье — на Старокиевской горе в Киеве, в Чернигове (Чёрная могила).
В 1097 году место греко-славянских монахов в Сазавском монастыре заняли бенедиктинцы.

## Чехия при первых Пржемысловичах
Князь Вратислав I (915—921), младший брат и преемник Спытигнева I, успешно отразил нападение на Чехию мадьяр, разгромивших до этого Великоморавскую державу, и прекратил, пользуясь возникшими в Германии смутами, платёж дани немецкому королю, в результате чего Чешское княжество на время обрело независимость.
Начало правления его сына Святого Вацлава (921—935) было омрачено злым делом. Драгомира, мать князя, захватила в свои руки власть и приказала умертвить св. Людмилу, боясь её влияния на молодого князя. Вацлав вёл войну с Радиславом — князем племени зличан (главным их городом был Либице) — и заставил его признать верховную власть чешского князя. Справляясь с внутренними врагами, Вацлав не имел достаточно сил для борьбы с Германией. Могущественный король Генрих I (король Германии) в 929 году подступил к Праге и принудил Вацлава к платежу дани.
Брат Святого Вацлава Болеслав I Грозный (935—967), княживший в земле пшован, вотчине отца св. Людмилы, пригласил своего брата на церковное торжество в незадолго до того им отстроенный Старый Болеславль, и там умертвил его, захватив власть в Чехии. 14 лет Болеслав вёл упорную борьбу с немцами, но в 950 году признал зависимость от немецкого государства. В битве на реке Лех (955) чехи сражались против мадьяр как союзники немцев. Победа христиан над венграми дала возможность Болеславу I Грозному присоединить к Чехии Моравию и польские земли, расположенные по верховьям Одера и Эльбы.
Сын Болеслава Грозного Болеслав II Благочестивый (967—999) основал — при содействии императора Отто I — в Праге епископию, подчинённую майнцскому архиепископу. Первым пражским епископом был сакс Детмар, знавший хорошо славянский язык, а вторым — Войтех, известный также под именем Адальберт Пражский, друг императора Отто III. Войтех был сыном Славника, который создал на землях зличан фактически самостоятельное княжество и постепенно распространил свою власть на треть территории Чехии. С князем и знатью Войтех не поладил, два раза покидал кафедру и окончил жизнь мучеником в земле пруссов (997).
Братья св. Войтеха — Славниковичи — стремились к полной независимости от Чехии и находились в сношениях как с польским князем Болеславом I Храбрым, так и с императорским двором. Болеслав II Благочестивый напал на столицу Славниковичей Либице, разорил её и окончательно присоединил к своему государству земли восточной и южной части Чехии, подвластные этому княжескому роду (995). Таким образом, довершено было дело объединения земель чешских славян под властью династии Пржемысловичей.
Болеслав I Польский, пользуясь раздорами при чешском князе Болеславе III Рыжем, сыне и преемнике Болеслава II, посадил на княжеский престол в Праге своего брата Владивоя, по смерти его захватил власть в свои руки и изгнал из страны Яромира и Ольдржиха (Ульриха), младших сыновей Болеслава II. При помощи императора Генриха II власть была возвращена Пржемысловичам, но чешские земли, завоёванные Болеславом I Польским, и Моравия остались во власти Польши. В конце княжения Ольдржиха (1012—1034) сын его Брячислав I отнял у поляков Моравию, и с той поры эта страна вошла окончательно в состав Чешского государства. Княжение Брячислава I (1035—1055) ознаменовалось завоеванием чехами Польши и попыткой основать могущественную западнославянскую империю. Попытка эта не имела успеха вследствие вмешательства папы Бенедикта IX и императора Генриха III, который, после неудачного похода (1040) и поражения при Домажлице, прошёл в 1041 году до Праги и принудил чешского князя признать свою зависимость от империи. С этого момента Чехия вошла в состав Священной Римской империи.

## Чехия под властью германских императоров (XI—XIV века)
В 1086 году в Праге князь Вратислав II был коронован как чешский король епископом Эдильбертом Трирским. Этот титул не был наследственным. Внук Вратислава II Владислав II смог в 1158 году получить королевский титул, но ему не удалось передать его своему сыну и наследнику Фридриху. В 1198 году по решению Филиппа Швабского сын Владислава II Пржемысл Оттокар I, поддержавший Филиппа в борьбе за имперскую корону, был коронован в Майнце как король Чехии, а Чехия получила ряд привилегий. Право наследования чешской короны было окончательно установлено в 1212 году так называемой Золотой сицилийской буллой.
В 1241 году объединённое войско чешского короля Вацлава I и герцогов Австрии и Каринтии успешно отразило вторжение ордынских войск в Моравию и Чехию.
Король Вацлав I (1230—1253), женатый на принцессе из дома Гогенштауфенов, завел пышный двор и способствовал проникновению в Чехию немецких обычаев и языка. Нуждаясь в деньгах для поддержания блеска своего двора и своих удовольствий, он вследствие недостаточности обычных источников дохода закладывал и раздавал коронные земли. Это вызвало восстание его сына Пржемысл Отакара, маркграфа Моравского, на сторону которого стала большая часть чешских панов и владык. Восстание было подавлено, и король остался верен своему прежнему образу жизни.
Пржемысл Отакар II (1253—1278) не менее отца был предан обычаям, занесенным из соседней Германии, но в то же время ревностно занимался государственными делами. Пользуясь междуцарствием в Германии и вымиранием княжеских родов в соседних землях, он значительно увеличил свои владения. Ещё при жизни отца он сделался герцогом Австрийским, а потом овладел Штирией, Каринтией и Крайной. Когда в 1273 году в Германии был избран королем Рудольф Габсбургский, началась борьба между ним и Оттокаром, окончившаяся смертью последнего в битве на Моравском поле 26 сентября 1278 года и потерей всех захваченных им земель.
После смерти Отакара страна осталась с его малолетним сыном в качестве короля и его вдовой, Кунигундой Славонской, как регентшей. Однако в реальности при Вацлаве II (1278—1305), сыне и преемнике Оттокара II, правителем государства был в течение 5 лет Оттон Бранденбургский, его родственник. Эти годы были особенно несчастливы для Чехии: правитель грабил и разорял страну, а страшный голод и мор подорвали в корне благосостояние населения и почти обезлюдили Чехию.
Восстановлению порядка значительно способствовал Рудольф: он настоял на освобождении Вацлава из-под тягостной опеки Оттона, женил короля на своей дочери и помог ему справиться со своевольным отчимом, паном Завишей из Фалькенштейна, и его союзниками. Большие доходы от Кутногорских серебряных рудников дали возможность Вацлаву с 1300 года чеканить полновесные пражские гроши. Вацлаву удалось добиться верховной власти сначала над князьями Силезии, а потом он же был признан королём Польши. Когда в Венгрии прекратился род Арпадов, королем был избран сын Вацлава (впоследствии король Вацлав III). Со смертью Вацлава III, убитого наёмным убийцей 4 августа 1306 года в городе Ольмюце, где король остановился с войском на пути в Польшу, прекратилась мужская линия рода Премысловичей.
После смерти Вацлава III, Альбрехт, сын Рудольфа Габсбургского, принудил чешский сейм избрать королем сына Альбрехта, Рудольфа, который женился на Эльжбете, вдове короля Вацлава II. Когда после 10-месячного царствования он скончался (4 июля 1307 года), чешский сейм избрал Генриха, герцога Каринтийского, супруга Анны, старшей дочери короля Вацлава II. Время правления этого короля (1307—1310) было переполнено смутами. Немецкое мещанство, обогатившись в Чехии, подняло голову и явно стало стремиться к полному политическому уравнению с панами. Для достижения этой цели пражские и кутногорские мещане захватили внезапно ночью (15 февраля 1309 г.), по предварительному сговору, земских панов, стоявших тогда во главе правительства, и держали их до той поры в заточении, пока они от имени всей знати не согласились на требования мещанства и не пообещали сыновей своих и дочерей отдать в супружество мещанским детям. Дело это вызвало негодование всей знати. Освобожденные паны, с Йиндржихом из Липы во главе, овладели городами и наказали изгнанием из страны выдающиеся немецкие семейства, члены которых были виновниками смелого предприятия. Победе панов содействовали несогласия среди немецкого мещанства. Король, не знавший, которой стороны ему держаться, был также изгнан из Праги, и высшую власть захватили паны. Вскоре состоялось соглашение между панами и королем, но последний окружил себя немецкими наемниками, грабившими страну и разорявшими население.
Паны обратились к тогдашнему императору Генриху VII Люксембургскому, который согласился дать им в короли своего 14-летнего сына Иоанна (1310—1346), женившегося на Элишке, дочери короля Вацлава II. Вступая на престол, молодой король должен был выдать грамоту или привилегию: он обязывался хранить права и вольности земские, не вводить никаких изменений по своему усмотрению, не требовать от подданных военной службы вне пределов государства, не назначать на земские и придворные должности иностранцев, не давать им имений в Чехии и т. д. Внешняя политика короля Иоанна была удачна и привела к увеличению чешских владений (присоединение Верхней Лужицы, получение от империи Хебской или Эгерской области на условиях залогового права, подчинение владетелей почти всей Силезии верховной власти чешского государя). Его стараниями большинство курфюрстов избрало его сына Вацлава-Карла IV императором. 
При Карле I (1346—1378) (он же Карл IV, как император Германии) в Праге была учреждена архиепископская кафедра, которой были подчинены епископства ольмюцкое и новооснованное литомышльское. Карл основал в Праге знаменитый университет (1348 год), первый в средней и восточной Европе. Его заботы о безопасности и об улучшении путей сообщения, его постройки (Пражский град, величественный собор св. Вита, замок Карльштейн, мост в Праге и др.), старания распространить виноделие, правильное лесное и рыбное хозяйство, основание «нового города» в Праге, покровительство торговле и промышленности — всё это способствовало необыкновенному подъёму экономического благосостояния страны. Карл I значительно расширил владения чешской короны (приобретение земель, имений и городов в Верхнем Пфальце, Тюрингии и Саксонии, укрепление верховной власти над всей Силезией, присоединение Нижней Лузации и Бранденбургского маркграфства). Ставя главной своей целью укрепление королевской власти в Чехии, Карл издал закон о порядке престолонаследия (1348 год): трон наследует всегда старший сын короля; женщины наследуют только за отсутствием мужских представителей рода; в случае прекращения рода в мужской и женской линиях, трон завещается по избранию сейма. Избирательное право сейма было подтверждено и в знаменитой Золотой булле 1356 года.
Вацлав IV (Венцеслав) (1378—1419), ещё при жизни отца коронованный короной чешской (1363 год), а затем и императорской (1376 год), получил Чехию, Силезию, часть Лузации и мелкие владения короны чешской в Германии, а остальные земли были отданы другим членам Люксембургского рода. Первые годы царствования Вацлава (до 1393 года) были продолжением счастливого времени Карла I.

## Гуситское движение
Ренессансная атмосфера спровоцировала выступление Яна Гуса, которое часто трактуется как пред-Реформация. Одной из отличительных особенностей проповедей Гуса было обращение к народному чешскому языку, что сделало его лидером движения чешского национального возрождения. 6 июля 1415 Гус был сожжён как еретик, но уже спустя 4 года Чехию охватила Гуситская война, начавшаяся с антинемецких беспорядков в Праге. 14 июля 1420 чешский пан Ян Жижка отбил приступ немцев на Прагу, а 8 декабря 1422 разгромил королевскую армию Сигизмунда. В 1427 гуситы совершили рейд вглубь Германии, а в 1428 осадили Вену. 14 апреля 1433 гуситов выслушал церковный собор в Базеле, но отверг их поправки. Тогда же гуситы окончательно разделились на утраквистов (чашников) и таборитов. В 1434 табориты потерпели сокрушительное поражение, а в 1437 пала последняя их крепость.
В дальнейшем в Чехии наступило «бескоролевье» (Interregna) (1439-52). Реальная власть сосредоточилась в руках краевых гетманов, которые представляли интересы умеренных гуситов — утраквистов. Йиржи из Подебрад — один из гетманов 3 сентября 1448 захватил Прагу и на сейме 1452 единогласно был избран правителем всей страны, а с 1458 — королём. Однако католическая церковь объявила нового короля еретиком, а права на чешский престол передала венгерскому королю Матьяшу Корвину, что вызвало чешско-венгерскую войну, которая привела к фактическому разделению Чешского королевства.
После смерти Иржи его сторонники призвали на чешский престол Владислава Ягеллона, который позже получил корону Венгрии. Несмотря на то, что при нём была издана Пражская Библия (1488), усилилась католическая оппозиция, а утраквисты начали постепенно трансформироваться в лютеран. Таким образом, гуситское движение влилось в общеевропейское движение Реформации. Успеху католиков в Чехии способствовал турецкий фактор, поскольку после гибели в Мохачской битве последнего чешского Ягеллона короля Людовика, корона Чехии перешла во владение ревностным католикам Габсбургам.

## Контрреформация в Чехии (Rekatolizace)
Новый император и король Чехии Фердинанд I Габсбург, верный католик и сторонник централизации королевской власти, решил ограничить полномочия сословных институтов в землях чешской короны. Это привело к сословному восстанию в Праге в 1547 году, которое было жестоко подавлено. Чтобы усилить католическую партию, Фердинанд I пригласил в Прагу орден иезуитов, основал для них коллегиум св. Климента (1556) и восстановил архиепископство пражское.
Император и король Чехии Максимилиан II (1564—1576), отличался веротерпимостью, но всё же отказал чешским братьям в признании их братства. Неоднократно добиваясь, без успеха, введения в Чехии Аугсбургского исповедания, лютеране, по соглашению с чешскими братьями, представили императору на сейме 1575 года «чешское исповедание» и проект о церковном управлении: по их мысли, следовало учредить самостоятельную протестантскую консисторию, с администратором во главе, и избрать для защиты консистории и их исповедания особых дефензоров. Максимилиан ограничился устным заявлением о предоставлении протестантским панам и шляхте права избрать 15 дефензоров.
Император и король Чехии Рудольф (1576—1611) жил в Праге, где при своём дворе он содержал художников и ученых. Не преследуя протестантов, он отвечал отказом на просьбы их о распространении на города прав «чешского исповедания». В 1602 году был издан королевский указ против пикардов, как в насмешку называли чешских братьев. Тщетно протестантская партия требовала отмены этого указа на сейме следующего года. Обстоятельства изменились, когда брат императора, Матвей, начал стремиться к устранению Рудольфа и захвату власти.
Однако протестанты изложили свои прежние жалобы в форме королевской грамоты, собрали войско и силой принудили императора Рудольфа подписать эту «грамоту величества» (Majestätsbrief) (9 июля 1609 года). Захватив в свои руки консисторию и университет, избрав дефензоров, по 10 от каждого из трёх сословий, протестанты образовали государство в государстве. При содействии наёмного войска, Рудольф сделал попытку смирить чешских протестантов, но она окончилась низложением Рудольфа и избранием на чешский престол Матвея (1611—1619). 
Дефензоры созвали в Праге съезд и открыли переговоры с наместниками короля, окончившиеся тем, что 23 мая 1618 года вожди движения (душой его был граф Турн) ворвались в зал Пражского града, где заседали наместники, и, после бурного объяснения, двух из них (Ярослава из Мартиниц и Вилема Славату), а также секретаря их, Филиппа Фабрициуса, выкинули из окна в замковый ров глубиной около 30 метров (т. н. Вторая пражская дефенестрация). Счастливый случай, падение в навозную кучу, спас всех троих от смерти (католики утверждали, что их спасли ангелы). 24 мая организовано было временное правительство 30 директоров, а 25 мая постановлено было собирать войско, начальство над которым вручено графу Турну. Иезуиты, архиепископ и аббат бржевновский были изгнаны; временное правительство завязало сношения с протестантскими князьями Германии. Больной король Матвей колебался и вёл с вождями восстания бесполезные переговоры, но Фердинанд выслал в Чехию войска под начальством Генриха Дампьера и Карла Бюкуа.

## Тридцатилетняя война
Соперничество чешских протестантов и католиков спровоцировало Восстание чешских сословий и Тридцатилетнюю войну. Чешские протестанты попытались свергнуть короля Фердинанда и призвали себе на царство кальвиниста Фридриха Пфальцского. Фердинанда поддержали баварцы, саксонцы и поляки, объединившиеся в Католическую лигу.
Осенью 1620 войска Католической лиги, под начальством герцога Максимилиана Баварского и имперского фельдмаршала графа Иоганна Церкласа фон Тилли, соединились с Бюкуа и вошли в Чехию. Решительная битва произошла на Белой горе, близ Праги. Чешское войско, состоявшее под главным начальством князя Христиана Ангальтского, было разбито наголову (8 ноября 1620 г.), а Фридрих Пфальцский, прозванный в насмешку «зимним королём», поспешил бежать из Чехии. Исходом битвы при Белой горе решена была судьба в Чехии протестантизма и сословной монархии. Участники восстания подверглись репрессиям. Их арестовали, судили и приговорили либо к смертной казни (27 зачинщиков), либо к изгнанию. Имения всех осуждённых были конфискованы. 3 февраля 1622 года была обнародована так называемая генеральная амнистия, в силу которой к назначенному сроку все участники восстания должны были сознаться добровольно в своей вине, если хотели сохранить жизнь и честь. Сознались в своей вине 728 человек двух высших сословий, из числа которых судная комиссия приговорила к конфискации имений 628 человек.
В течение 1624 года все храмы переданы в руки католического духовенства; некатолики лишались гражданских прав и не допускались к занятию ремёслами и промыслами; их браков не венчали, не дозволяли их умерших хоронить на кладбищах; за непочитание праздников, несоблюдение постов и нехождение в церковь установлены были денежные штрафы. Наконец, 31 июля 1627 года издан королевский приказ, в силу которого в Чехии католицизм объявлялся единственной законной религией. Пражский университет был передан иезуитам.
Бедствия Тридцатилетней войны довершили разорение Чехии: тысячи поселений были уничтожены и более не восстановлялись; из 2,5 млн жителей, насчитывавшихся в 1618 году, к 1650 году оставалось около 700 тысяч.

## Под властью Габсбургов
В XVII веке начинается новый прилив немецкой колонизации, которой благоприятствовали дружественные отношения чехов к протестантам Германии и распространение в Чехии лютеранства. Усилению немецкого элемента особенно способствовали обстоятельства и события, последовавшие за Белогорской катастрофой. Конфискации Фердинанда II привели к переходу огромного числа земель в руки иностранцев, которые охотно заселяли свои земли выходцами из Германии и основывали новые немецкие колонии на своих опустевших землях. Успехам немецкого языка содействовало и то обстоятельство, что для сношения с Веной, где пребывали центральные органы управления, необходимо было знание немецкого языка. Кто из чехов хотел иметь успех в служебной карьере, тот должен был прежде всего владеть немецким языком, как своим родным. Чешская знать, находившаяся в постоянных сношениях с немецким двором в Вене, подавала в этом отношении пример. Многие чешские паны так онемечивались, что забывали свой родной язык. Хотя иезуиты, быстро распространившиеся в Чехии (вскоре после 1620 г. они имели уже 13 коллегий, а из земель чешской короны была образована отдельная орденская провинция), не были принципиальными врагами чешского языка, но косвенно они вместе с другими миссионерами способствовали его упадку, истреблением чешских книг и рукописей, которые они, отчасти по невежеству, отчасти по  ревности к вере, считали еретическими. В 1784 немецкий язык окончательно стал языком преподавания в гимназиях и пражском университете, взамен латинского языка. Во всех правительственных учреждениях также введён был немецкий язык.
Со времени Фердинанда II автономия Богемии упраздняется и она поглощается Австрией. Дальнейший шаг к слиянию Габсбургских земель в одно государственное целое был сделан прагматической санкцией 19 апреля 1713 года, которой, помимо определения порядка престолонаследия, было установлено, что все наследственные земли Габсбургского дома должны оставаться соединёнными под властью одного государя до прекращения этого дома и отнюдь не могут быть делимы между его членами. Чешский земский сейм принял эту санкцию в 1720 году.
В 1749 году императрица Мария-Терезия повелела соединить чешскую и преобразованную австрийскую канцелярии в одно общее государственное учреждение с административным и финансовым ведомством (diréctorium in publico-politicis et camerabilus), причём заведование внешними сношениями предоставлено было придворной и государственной канцелярии, а для заведования судебными и юридическими делами учреждено высшее юридическое ведомство, при котором организована особая законодательная комиссия. В том же году было уничтожено наместничество, как орган сословного управления, а вместо него основано новое учреждение для управления административно-политического и финансового: королевская репрезентация и камера. Членами этого учреждения, переименованного (1762—1763 гг.) в земскую губернию, были уже не земские сановники и судьи, назначаемые по старине из среды земской высшей и низшей шляхты, а государственные чиновники. Уничтожение чешской придворной канцелярии было торжеством австрийской централизации, а отмена наместничества знаменовала введение бюрократии. Император Иосиф II в 1783 г. уничтожил старинные земские и другие суды и ввёл новую систему судоустройства, основанную на принципе разделения властей административной и судебной.
При императоре Леопольде II был до некоторой степени восстановлен старый земский порядок управления в том отношении, что земские сановники были назначены председателями новых учреждений: высочайший бургграф — председателем «губернии», высочайший коморник — вице-председателем её, высочайший гофмейстер — председателем апелляционного суда и т. д. Такой порядок сохранялся до 1848 г. В организации сейма со времени Фердинанда II произошло сравнительно мало перемен. В 1714 г. была учреждена восьмичленная сеймовая комиссия (výbor zemský), по 2 члена от каждого из четырёх государственных сословий, постоянно заседавшая и заведовавшая сеймовыми делами, а особенно сбором берны и отчётом по её взиманию. Хотя, кроме права вотировать налоги и давать согласие на отчуждение коронных имений, сейм с течением времени приобрёл до некоторой степени право законодательной инициативы, но у сословий не хватало ни единодушия, ни сознания общеземских нужд, ни умения их отстаивать, а потому правительство считалось с сеймом и его сословиями в той мере, в какой ему было угодно. Усиление централизации и развитие бюрократизма сопровождалось нарушением прав короны св. Вацлава.
Реформами XVIII века была уничтожена связь между землями чешской короны: в 1745 г. для финансового управления Моравией была учреждена особая камера или казённая палата, а при проведении судебных реформ 1783 г. для Моравии и Силезии устроен был особый апелляционный суд. В 1743 г. Мария-Терезия приказала перевезти чешскую корону в Вену, а сын её Иосиф II не нашёл нужным короноваться короной св. Вацлава. Император Леопольд II велел возвратить чешскую корону в Прагу, где она доселе хранится в капелле св. Вацлава как святыня народа чешского и драгоценный залог будущего. Сам Леопольд II и все его преемники, кроме Франца-Иосифа, короновались короной св. Вацлава.
Частный кружок чешских патриотов и учёных, собиравшихся с 1769 г. на заседания в Праге, в доме графа Ностица (на Малой Стороне), получил в 1784 г. официальное признание под именем королевского чешского общества наук. Так возникло старейшее учёное общество в Австрии, и доныне продолжающее с достоинством и успехом трудиться в области естественно-математических и историко-филологических наук.
В 1792 император Леопольд II учредил в пражском университете кафедру чешского языка. В 1793 г. чешские патриоты, в числе 33 человек, подали петицию о введении чешского языка при прениях в сейме. В 1818 г. основано было общество чешского музея, всевозможные научные коллекции и библиотека которого с течением времени достигли замечательной полноты и богатства. В 1831 г. при чешском музее возникла чешская Матица, имеющая своей целью разработку языка и литературы, а равно издание учёных сочинений, написанных на чешском языке. Это национальное возрождение ещё более окрепло и принесло богатые плоды во второй половине XIX в., когда крестьяне, составлявшие главную массу чешского народа, были освобождены от крепостной зависимости, и вся общественная и государственная организация после падения старого порядка была перестроена на более широких и свободных основаниях.
Когда начались европейские революции 1848 года, в Чехии наступила пора политических волнений. Сходки и совещания представителей всех классов общества в Праге, начавшиеся с 11 марта 1848 года, не привели к открытому восстанию только вследствие уступчивости правительства и умеренного образа действий наместника.
Тогда же организованы были народная милиция и особый народный комитет. Сначала чехи и немцы действовали единодушно, но вскоре сказались различия в их стремлениях и политике. Комитет, занимавшийся во Франкфурте выработкой конституции для всей Германской империи, к которой причислялась и Чехия, стремился к созданию единого государства. Этому вполне сочувствовали чешские немцы, но иначе на это смотрели чехи.
Когда франкфуртский комитет пригласил историка Палацкого принять участие в заседаниях на правах члена, то последний категорически отказался от этого, усматривая в замыслах комитета опасность не только для чехов, но и для всего австрийского государства. Тем не менее министерство Пиллерсдорфа приказало произвести выборы представителей во франкфуртский сейм. Народный комитет протестовал против этих выборов, но немецкие его члены не присоединились к этому протесту: они выступили из состава комитета и образовали отдельный конституционный союз. Прибывшие от франкфуртского комитета уполномоченные держали себя заносчиво, требуя от чехов посылки депутатов и позволяя себе даже угрозы. Это вызвало всеобщее негодование среди чехов: чешские студенты разогнали немецкий конституционный союз, а народный комитет разослал ко всем славянским племенам австрийского государства приглашение на съезд в Прагу для обсуждения общественных нужд и выработки общей программы действий. Выборы депутатов во франкфуртский сейм состоялись только в округах, заселённых немцами.
Граф Тун, наместник Чехии, чешский патриот, не дождавшись разрешения из Вены от враждебного чехам правительства Пиллерсдорфа, назначил 17 мая выборы в чешский сейм. Между тем в Вене произошли беспорядки, побудившие императора уехать из Вены в Инсбрук. В Венгрии и Ломбардии вспыхнуло открытое восстание. В этот критический для Габсбургов момент только славяне оставались опорой престола. В Венгрии началось, под предводительством бана Йелачича, движение славянских народов, направленное против мадьярских домогательств, опасных для славян. В Чехии был учреждён особый совет наместника, в составе семи главнейших членов народного комитета, и два его члена (Ригер и Ностиц) посланы в Инсбрук к императору испросить утверждение этой меры и назначение дня для открытия заседаний чешского сейма. В Праге закипела оживлённая и плодотворная работа: происходили заседания славянского съезда (со 2 июня), а народный комитет с успехом трудился над выработкой плана будущей земской конституции и окончанием других подготовительных работ для чешского сейма. Все эти добрые начинания погибли по вине представителей крайних мнений и увлечённой ими молодёжи, которая произвела в Праге восстание с 12 июня по 16 июня. 
Главнокомандующий князь Виндишгрец подавил восстание силой оружия (бомбардировка города 16 июня) и заставил восставших сдаться без всяких условий (17 июня). Славянский съезд разошёлся, не окончив своих заседаний, созыв конституционного чешского сейма был отменён, народный комитет распущен. Вместо того были произведены через несколько дней после усмирения Праги выборы в имперский сейм, где депутаты от чехов образовали правую и поддерживали правительство, стоя на страже целости и самостоятельности государства против франкфуртских и мадьярских домогательств, а депутаты от чешских немцев все примкнули к левой.
Когда в Вене вспыхнула октябрьская революция, чешские депутаты добились у двора, переехавшего в Ольмюц, продолжения заседаний имперского сейма в моравском городе Кромериже (Кремзире). Заседания начались 22 ноября. Несколько дней спустя император Фердинанд отказался от престола в пользу своего 18-летнего племянника Франца-Иосифа I (2 декабря 1848 года). Успешные военные действия Виндишгреца против восставших мадьяр укрепили правительство в мысли самостоятельно выработать конституцию: 4 марта 1849 года Франц-Иосиф опубликовал общую для всего государства конституцию и распустил сейм. Вскоре были осуществлены правительством необходимые реформы: последовало освобождение крестьян от крепостной зависимости; издан новый устав городского и сельского управления; университетам предоставлена известная доля автономии и т. д. Победы Радецкого в Ломбардии и подавление мадьярского восстания при помощи русских войск, посланных императором Николаем I, склонили правительство восстановить старый порядок государственного управления: 31 декабря 1851 года Франц-Иосиф отменил конституцию 1849 года, которая, впрочем, и не была введена. Настала общая реакция (правительство Баха), а в Чехии — преследование журналистов (заключение в тюрьму Гавличка за его политические сатиры), покровительство немцам и стеснение чешского народного движения. Финансовый кризис и неблагоприятный исход войны 1859 года с Сардинией и Францией заставили правительство изменить политику.
20 октября 1860 г. был издан диплом, известный под именем октябрьского, которым были признаны исторические права отдельных земель и равноправность австрийских народов на основе самоуправления. Изданный в исполнение этого диплома патент 26 февраля 1861 г., определяющий организацию земского управления и известный под именем февральского устава, был проникнут, однако, централистическим духом и далеко не соответствовал ожиданиям чехов, мечтавшим о восстановлении прав короны св. Вацлава. Тем не менее они послали своих депутатов как в земский сейм (ландтаг), созванный весной 1861 г., так и в имперский сейм (рейхсрат), где их депутаты примкнули к полякам и выступили против конституционной централизации министерства Шмерлинга. В частности чехи были недовольны организацией выборов, благоприятной для немцев. Не добившись образования в рейхсрате федеративного большинства, чешские депутаты, заявив протест, оставили палату (1863) и сосредоточили свою деятельность в земском сейме, где им принадлежало большинство. Большие надежды они возлагали на падение правительства Шмерлинга и на новое правительство Белькреди. Действительно, было приостановлено действие февральского устава и издан закон об обязательном преподавании в средних учебных заведениях обоих земских языков (18 января 1866 г.). Закон этот чешские немцы прозвали принудительным (Sprachenzwangsgesetz).

## В составе Австро-Венгрии (1867—1918)
При децентрации Австрийской империи в Австро-Венгрию чехи не получили автономии, поскольку ключевые посты в местных органах власти заняли чешские немцы. Однако отдельно взятые чехи продвигались по служебной лестнице вплоть до министров. В 1882 году последовало разделение пражского университета на чешский и немецкий; изменён порядок выборов в состав торговых и промысловых палат и т. д. С 1883 г. чешские депутаты достигли большинства в земском сейме. Тогда основан земский банк, выстроено роскошное здание для музея королевства чешского, начато издание источников чешской истории на средства, отпускаемые сеймом. С этого времени начинается особенно ожесточённая борьба между чехами и чешскими немцами, в которую постепенно были втянуты все славянские народы Австрии и немецкое население всех австрийских земель.
В годы Первой мировой войны чешские мужчины призывались в австровенгерскую армию и посылались на восточный фронт. Из тех, кто попал в плен в России, были укомплектованы чехословацкие части, которые сыграли свою роль в российской Гражданской войне (Мятеж чехословацкого корпуса).

## Чехословакия (1918—1992)
После поражения германского блока в результате Первой мировой войны в Австро-Венгрии стремительно развиваются центробежные тенденции. Выступления народов за самоопределение поддерживаются державами Антанты. Общими усилиями дипломатов и националистических деятелей, например Масарика и Бенеша, в 1918 году создаётся независимая республика Чехословакия, в которую входят Чехия, Словакия и Подкарпатская Русь. Выступления проживающих на этих территориях немцев подавляются. Первым президентом Чехословакии становится Томаш Масарик. В 1935 году президент Масарик уходит в отставку и его сменяет Эдвард Бенеш, который был вторым президентом до прихода к власти коммунистов в 1948 году.
В Чехии с давних времён проживало достаточно большое этническое немецкое меньшинство, что стало поводом расформирования Чехословакии, когда Германия добилась аннексии территории этого меньшинства (Судетская область) в результате Мюнхенского соглашения 1938 года. Оставшееся Чешское государство было оккупировано Германией в 1939 году (Протекторат Богемии и Моравии); одновременно о своей независимости объявила Словакия. Президент Бенеш во время оккупации находился в эмиграции и руководил оттуда Движением Сопротивления.
В мае 1945 года в Праге произошло Пражское восстание. Утром 6 мая передовые части 1-й дивизии Комитета освобождения народов России (КОНР) под командованием генерал-майора Русской освободительной армии С. Буняченко вступили в первые бои с эсэсовцами у Збраслава и Радотина, а затем и вся дивизия вступила в город, заняв южные, юго-западные и западные районы Праги. В 4 часа утра 9 мая 1945 года передовые части 3-й гвардейской и 4-й гвардейской танковых армий 1-го Украинского фронта вступили в Прагу.
После Второй мировой войны Чехословакия попала в советскую сферу влияния. Президент Бенеш был вынужден в 1948 году уйти в отставку, президентом стал лидер коммунистов Клемент Готвальд, который был типичным сталинистом и репрессировал даже товарищей по партии, например Г. Гусака. После смерти Готвальда к руководству страной пришёл Антонин Новотный, который провёл амнистию и реабилитацию незаконно осуждённых коммунистов, возможно, по примеру СССР.
В 1968 году лидеры страны во главе с секретарём компартии Дубчеком и президентом Свободой предприняли попытку либерализировать партийное правление и создать «социализм с человеческим лицом» во время Пражской весны, что было остановлено вторжением войск Варшавского договора. Во главе страны стал Густав Гусак — бывший лидер словацких коммунистов, который во времена Готвальда был незаконно репрессирован. Правление Гусака известно как эпоха нормализации: реформы Дубчека и его единомышленников были сведены на нет, в Чехословакии началась новая волна репрессий против инакомыслящих.
До сих пор унитарное государство было преобразовано в федерацию двух республик 1 января 1969 года. Однако в республиках-членах не было своей конституции, и хотя согласно чехословацкой конституции каждая республика должна была иметь свой собственный конституционный суд, это положение никогда не выполнялось во время коммунистического режима.
В 1985 году была введена в эксплуатацию АЭС Дукованы.
В ноябре 1989 года произошла так называемая Бархатная революция — мирный переход от коммунистического режима к демократии. Только сейчас федерализация действительно начала материализовываться и государства-члены федерации постепенно приобретают всё большее значение.
К середине 1991 года завершился поэтапный вывод войск СССР (начался в феврале 1990) с территории Чехословакии.
1 января 1993 года чехословацкая федерация по решению Федерального парламента перестала существовать, а две нынешние республики-члены, Чешская Республика и Словацкая Республика, основанные в 1969 году, стали независимыми государствами. В 1992 году был принят конституционный закон, согласно которому республика могла выйти из федерации только на основании референдума, но в итоге ни одна республика не вышла из федерации, и референдум не проводился.

## Современная Чехия
В 1995 г. Чехия первой среди всех бывших социалистических стран была принята в Организацию экономического сотрудничества и развития.
Чехия вступила в НАТО в 1999 и в Европейский союз в 2004, входит в Шенгенскую зону (но не входит в зону Евро).